# California Rhinoplasty
California Rhinoplasty – minialbum duetu Matmos. Utwór został pierwotnie zamieszczony na albumie z 2001 roku A Chance to Cut Is a Chance to Cure. W nagraniu kompozycji wykorzystano sample dźwięków nagranych podczas przeprowadzonych w Kalifornii operacji plastycznych (plastyki nosa, endoskopowego podniesienia czoła, wszczepiania implantów podbródka) oraz fletu nosowego. Na EPce oprócz utworu tytułowego i dwóch remiksów znalazło się ich wykonanie utworu "Disco Hospital" z płyty Love's Secret Domain Coil.

## Lista utworów
1. "California Rhinoplasty" (Drew Daniel, Martin C. Schmidt) – 10:06
2. "Disco Hospital" (John Balance, Peter Christopherson) – 2:28
3. "California Rhinoplasty (Doctor Rockit's Surgery With Complications)" (Daniel, Schmidt) – 7:58
4. "California Rhinoplasty (Surgeon's Second Opinion)" (Daniel, Schmidt) – 6:43